# 五井山
五井山（ごいさん）は、愛知県蒲郡市と豊川市との境界に位置する山。

## 地理
標高454.2m。東側の宮路山や五井山を含む山塊は宮路山脈（宝飯山地）と呼ばれ、ふたつの山を縦走できる。五井山は宮路山脈の最高峰である。

### 山頂
山頂からは三河湾、渥美半島、知多半島を展望できる。かつて山頂には電波塔があったが、その後取り壊された。
山頂にはハンググライダー・パラグライダーのランチャー台があり、ここから三河湾に向かって飛び立つことができる。また、この山頂からアマチュア無線の移動運用が行われることがある。

## 交通アクセス
五井山の登山道入口近くに至るバス路線はなく、鉄道駅からも遠い。
- JR東海道本線 三河三谷駅から登山道入口まで徒歩で約80分。

## ギャラリー
- 山頂から三河湾を望む
- 五井山山頂
- 山頂のランチャー台
- 蒲郡市清田町から見た五井山